# بخش اولت، شهرستان سنت لوئیس، مینه سوتا
بخش اولت (به انگلیسی: Ault Township) یک منطقهٔ مسکونی در ایالات متحده آمریکا است که در شهرستان سنت لوئیس، مینه‌سوتا واقع شده‌است.
 بخش اولت ۱۸۶٫۱ کیلومتر مربع مساحت و ۱۰۹ نفر جمعیت دارد و ۴۵۶ متر بالاتر از سطح دریا واقع شده‌است.